# Кривошеев, Сергей Вячеславович
Серге́й Вячесла́вович Кривоше́ев (1960, Москва) — советский гребец-байдарочник, выступал за сборную СССР в начале 1980-х годов. Двукратный чемпион мира, четырёхкратный чемпион национальных первенств, победитель и призёр многих международных турниров. На соревнованиях представлял Вооружённые силы и спортивное общество «Трудовые резервы», заслуженный мастер спорта СССР (1982).

## Биография
Сергей Кривошеев родился в 1960 году в Москве. Активно заниматься греблей начал в раннем детстве, состоял в спортивных командах «Трудовых резервов» и Вооружённых сил. Первого серьёзного успеха добился в 1980 году, когда на взрослом первенстве Советского Союза одержал победу в эстафете одиночек 4 × 500 м. Год спустя в составе четырёхместного экипажа, куда также вошли гребцы Игорь Гайдамака, Юрий Полянс и Александр Водоватов, стал чемпионом национального первенства на дистанции 500 метров. Благодаря череде удачных выступлений удостоился права защищать честь страны на чемпионате мира в английском Ноттингеме, где их четвёрка опередила всех соперников и заняла первое место.
В 1982 году к их четвёрке вместо Полянса присоединился Сергей Колоколов, они выиграли первенство СССР на дистанциях 500 и 1000 метров, после чего отправились на чемпионат мира в Белград, где взяли золото полукилометровой программы. По итогам сезона Кривошеев, как и его партнёры, удостоен почётного звания «Заслуженный мастер спорта СССР». Рассматривался как основной кандидат на участие в летних Олимпийских играх в Лос-Анджелесе, однако руководство страны по политическим причинам бойкотировало эту Олимпиаду.
После завершения спортивной карьеры продолжил службу в военно-морском флоте, впоследствии уволился в звании подполковника.